# Xasthur
Xasthur è una one-man band depressive black metal statunitense fondata nel 1996 da Scott Conner, sotto lo pseudonimo di "Malefic". Le principali tematiche trattate dai testi delle sue canzoni sono il buio, l'astronomia, la disperazione, l'odio, la depressione, il suicidio e le esperienze extracorporee.
Malefic è stato in tour con i Sunn O))), e si è unito Nachtmystium sul palco, ma ha dichiarato in un'intervista per la Pitchfork, che "gli Xasthur non sono una band che suona dal vivo". Il primo concerto si tenne con i riformati Xasthur il 18 giugno 2015.

## Origine del nome
Il nome Xasthur è una fusione di due nomi: Hastur e Xenaoth. Malefic afferma che ha trovato il primo nome all'interno del Necronomicon e ritiene che si riferisce a "un demonio che uccide le persone nel sonno". Quest'ultimo invece si riferisce a una divinità celeste, e lo ha trovato su un libro di una religione afro-caraibica animista, la santeria. In origine il nome era Xasthuriath, ma è stato poi ridotto a Xasthur nel 1997, al momento dell'uscita di un demo ora distrutto.

## Storia
Il progetto Xasthur è nato nel dicembre 1995, ad Alhambra, in California (USA): in precedenza Conner aveva suonato con vari gruppi locali death metal nella California meridionale. Inizialmente il gruppo cominciò le prove e la registrazione in un home studio con una formazione instabile. Un demo di 10 tracce delle loro prime prove è stato diffuso in commercio. Mentre il nastro originale è ora distrutto, alcune tracce appaiono sulla re-release degli album più recenti.
Per l'album autoprodotto con Orosius, Malefic si è unito alla batteria e alla voce da un amico del gruppo Draconis, che ha utilizzato come nome da palcoscenico "Ritual" (Mike, del quale non si conosce il cognome). Successivamente, Xasthur divenne il progetto solista di Malefic, anche se Khaija "Blood Moon" Ausar (dei Dacon e dei Crimson Moon) apparve come musicista di sessione in A Curse for the Lifeless e in Xasthur. Prima di pubblicare l'album d'esordio ufficiale, nel 2002, le registrazioni sono state distribuite in edizioni limitate, che sono state successivamente pubblicate dalla svedese Total Holocaust Records e da altre piccole etichette underground.
Il primo album, Nocturnal Poisoning (registrato nell'aprile-settembre 2001) è stato pubblicato contemporaneamente dalle etichette discografiche indipendenti Blood Fire Death e Red Stream nel 2002. La Southern Lord Records ha pubblicato una versione del doppio LP nel 2005. Negli anni a venire, i lavori degli Xasthur sono stati ridistribuiti attraverso etichette come la Displeased Records, Moribund Cult, Total Holocaust Records, Battle Kommand Records e Hydra Head Records. Oltre alle demo e alle registrazioni dell'EP, Xasthur ha pubblicato diversi album black metal con altri artisti, come Acid Clisteri, Nachtmystium, Angra Mainyu, Leviathan, e Nortt. Xasthur ha contribuito alla realizzazione di diversi tribute album (Ildjarn, Burzum e Judas Iscariot), ed è apparso su varie compilation album. Inoltre, Malefic ha collaborato tra gli altri con il progetto drone doom metal dei Sunn O))) e il supergruppo black metal dei Twilight.
Nel 2010, Conner annunciò che Portal of Sorrow sarebbe stato il suo ultimo album black metal e che non avrebbe più suonato il genere, a favore di invece qualcosa di diverso. Col suo nuovo progetto acustico, Nocturnal Poisoning, pubblicò tre album: dal 2015, il progetto ha ripreso il nome Xasthur.

## Formazione

### Ultima formazione
- Malefic - voce, chitarra, basso, sintetizzatore, piano, effetti, batteria

### Ex componenti
- Ritual - batteria e cori
- Khaija "Blood Moon" Ausar - tastiera

## Discografia

### Album in studio
- 2002 - Nocturnal Poisoning
- 2003 - The Funeral of Being
- 2004 - Telepathic with the Deceased
- 2004 - To Violate the Oblivious
- 2006 - Subliminal Genocide
- 2007 - Defective Epitaph
- 2009 - All Reflections Drained
- 2010 - Portal of Sorrow
- 2016 - Subject to Change

### EP
- 2001 - A Darkened Winter
- 2003 - Suicide in Dark Serenity
- 2006 - Xasthur
- 2010 - 2005 Demo

### Demo
- 2001 - A Gate Through Bloodstained Mirrors
- 2002 - Rehearsal
- 2004 - A Sermon in the Name of Death

### Split
- 1999 - Orosius/Xasthur
- 2001 - Xasthur/Acid Enema
- 2004 - Nachtmystium/Xasthur
- 2004 - Xasthur/Angra Mainyu
- 2004 - Xasthur/Leviathan
- 2004 - A Curse for the Lifeless (con Nortt)
- 2007 - Striborg/Xasthur
- 2007 - Cryostasium/Xasthur
- 2007 - Kosmic Krypt/Xasthur

### Raccolte
- 2005 - Destroyers from the Western Skies: As Night Devours the Sun
- 2005 - Reflections from the Abyss – Chapter I
- 2012 - Nightmares at Dawn

## Come Nocturnal Poisoning
- 2012 - Other Worlds of the Mind
- 2013 - A Misleading Reality
- 2014 - Doomgrass